# Hardenberg
Hardenberg és un municipi de la província d'Overijssel, al centre-est dels Països Baixos. L'1 de gener de 2021 tenia 61.357 habitants repartits per una superfície de 317,24 km² (dels quals 4,36 km² corresponen a aigua). Limita al nord amb De Wolden, Hoogeveen i Coevorden, a l'oest amb Staphorst i al sud amb Ommen i Twenterand.

## Nuclis de població[1]
| Nom          | Població |
| ------------ | -------- |
| Hardenberg * | 19.675   |
| Dedemsvaart  | 12.840   |
| Balkbrug     | 3.980    |
| Bergentheim  | 3.460    |
| Gramsbergen  | 3.180    |
| Slagharen    | 3.125    |
| De Krim      | 2.190    |
| Lutten       | 2.072    |
| Kloosterhaar | 1.480    |
| Sibculo      | 1.430    |
| Bruchterveld | 1.110    |
| Schuinesloot | 980      |
| Mariënberg   | 940      |
| Ane          | 560      |

## Galeria d'imatges

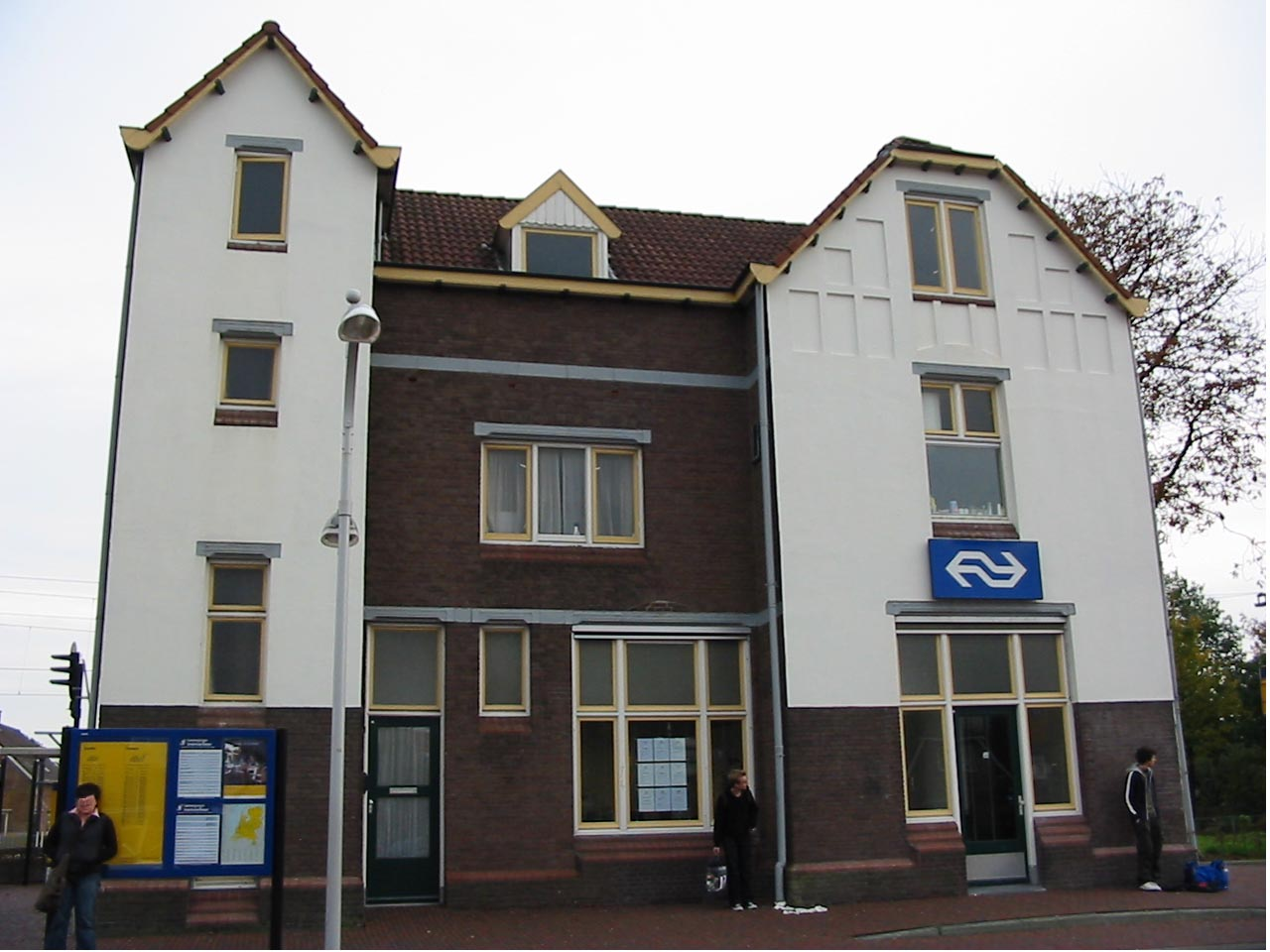
Estació de Hardenberg
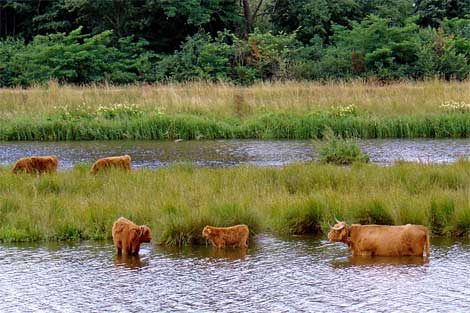
Riu Vecht
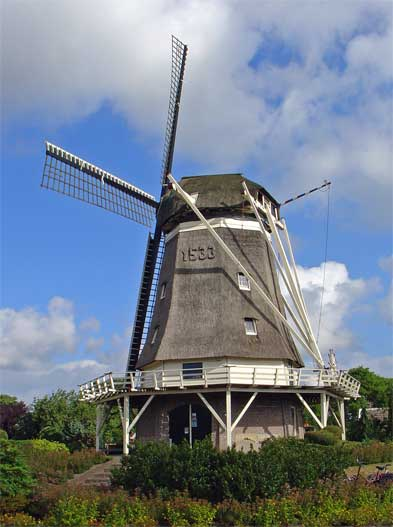
Molí de Hardenberg
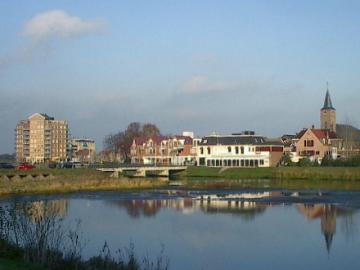
El pont d'Europa